# Hamburg-Lübecker Chaussee

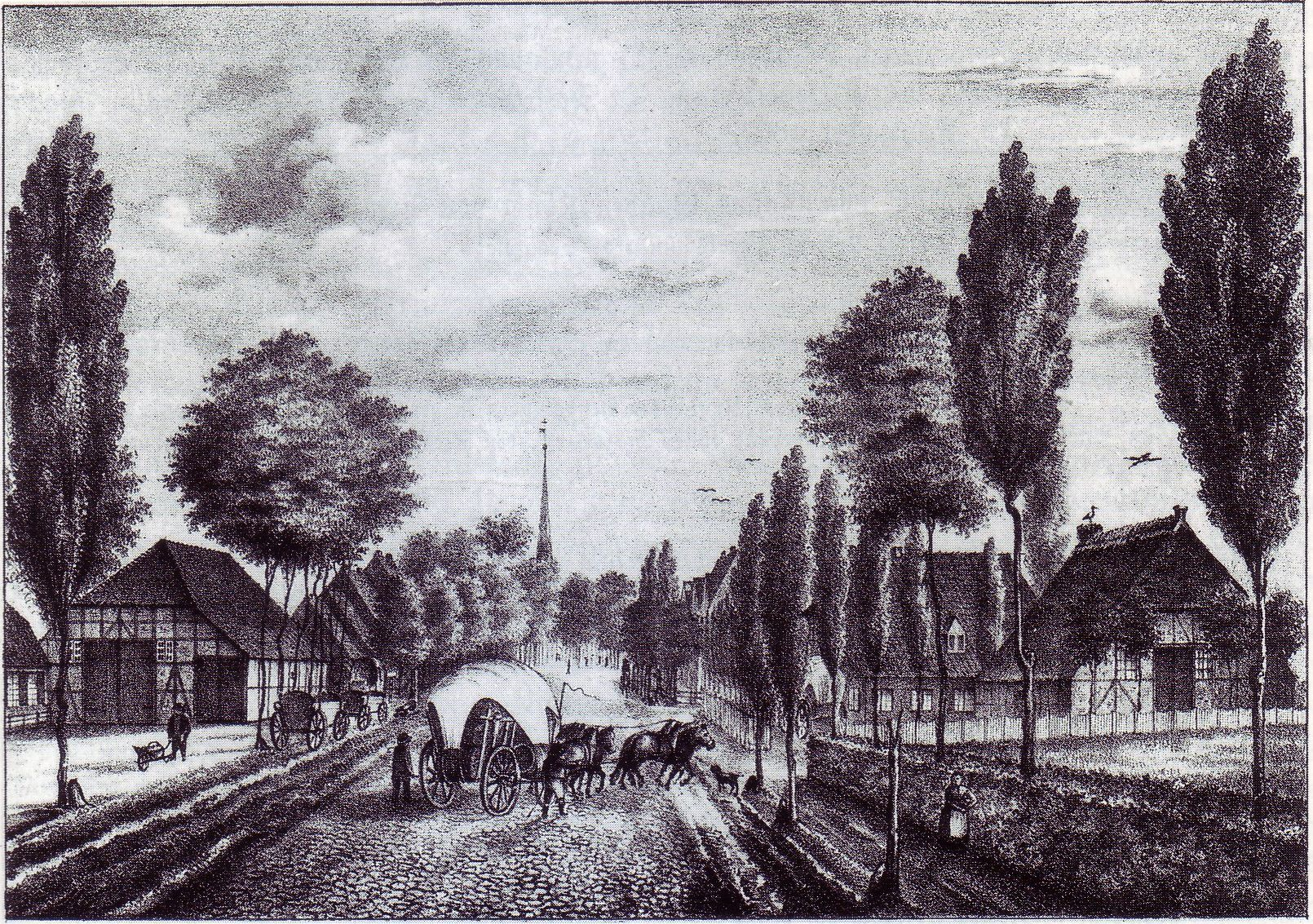
Frachtfuhrwerk auf der Chaussee in Wandsbek, um 1850

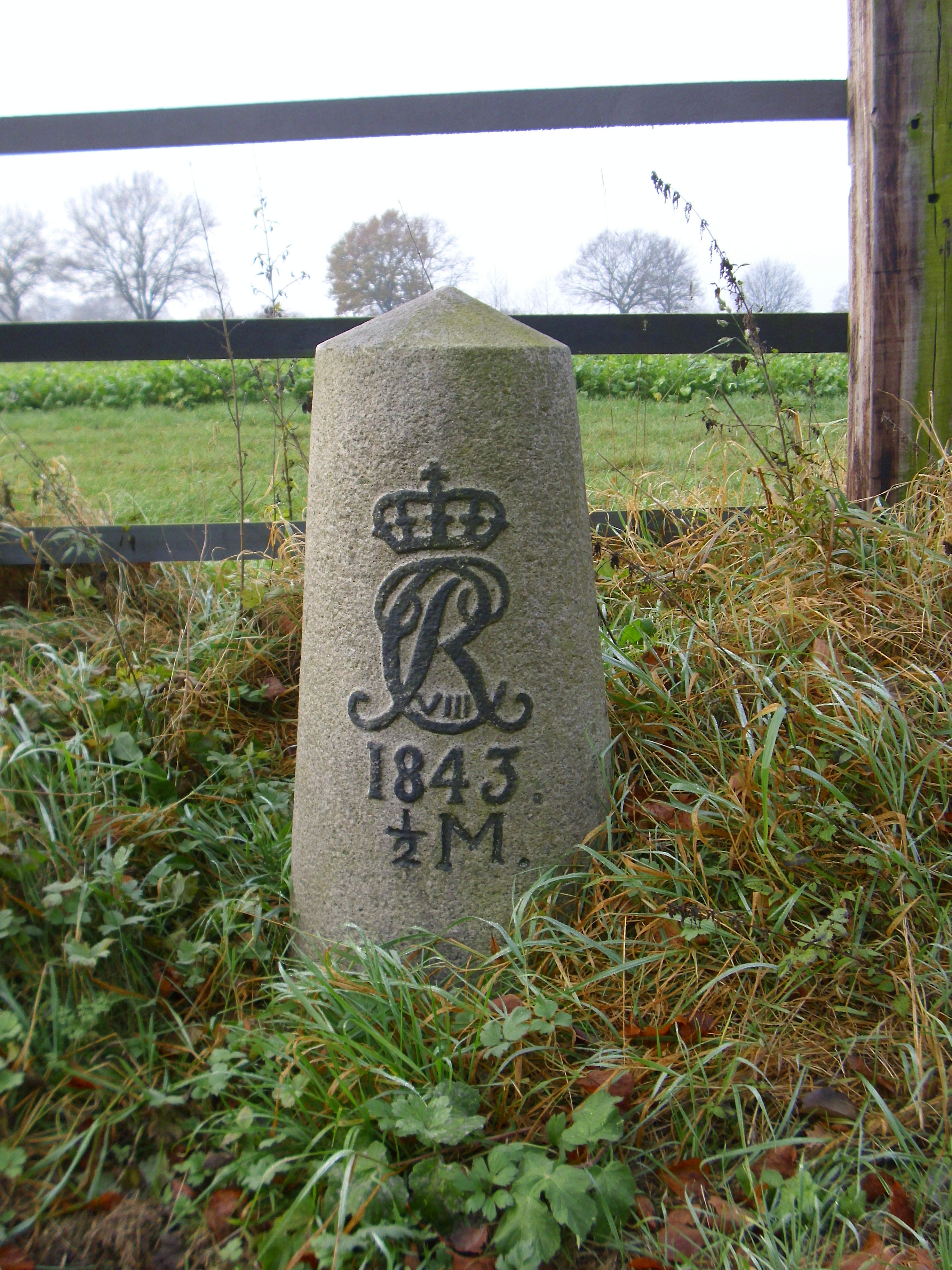
Die Strecke ist auf holsteinischem Gebiet wie hier in Bargteheide mit dänischen Meilensteinen markiert. Sie zeigen jeweils ein Monogramm des Königs Christian VIII. sowie die Jahreszahl 1843.

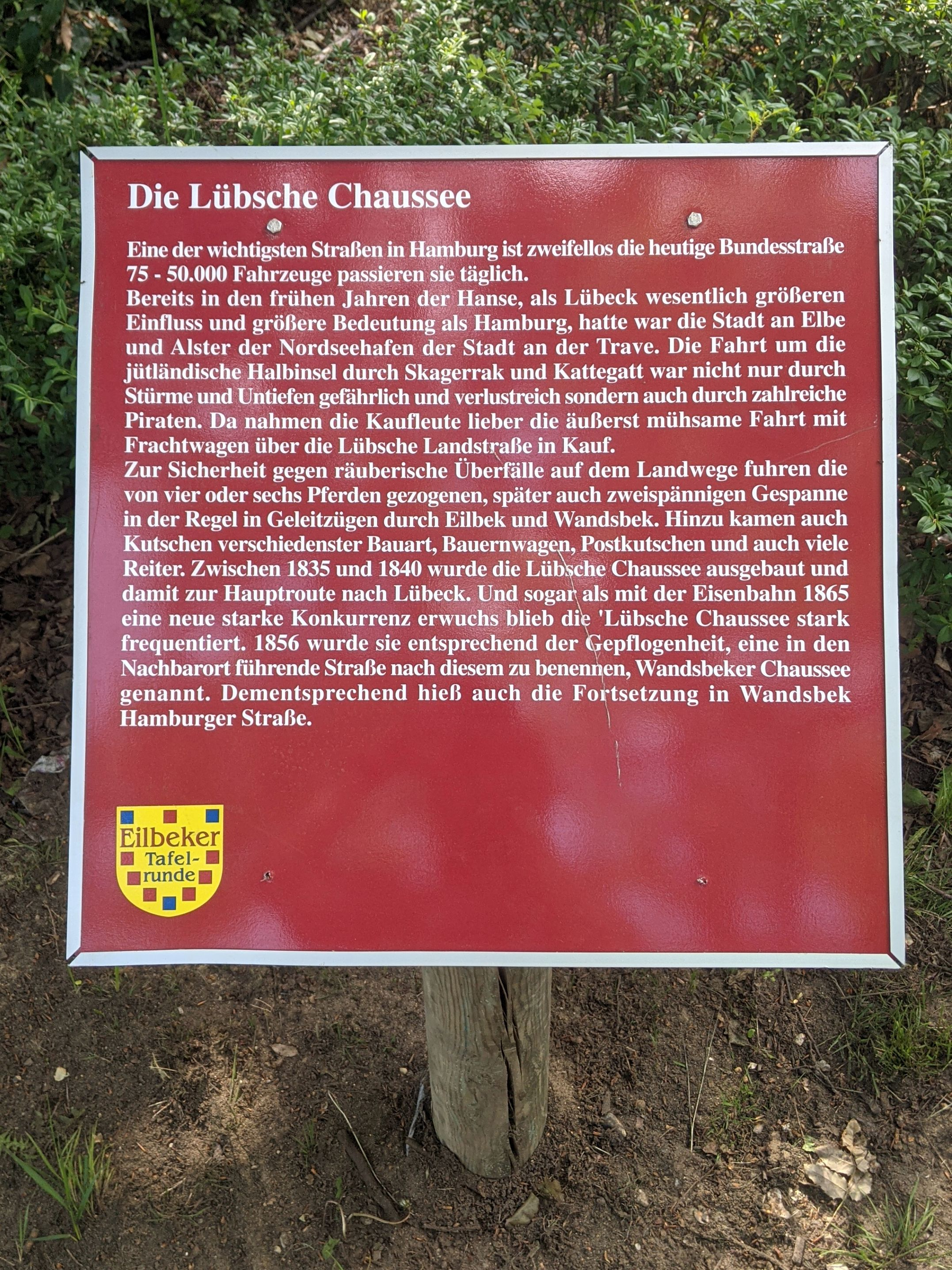
Geschichtstafel zur „Lübschen Chaussee“ in Hamburg-Eilbek

Die Hamburg-Lübecker Chaussee (auch Lübsche Chaussee und Hamburg-Elmenhorster Chaussee) war eine historische Straßenverbindung zwischen den Hansestädten Hamburg und Lübeck. Sie wurde im 18. Jahrhundert zunächst als Poststraße und im 19. Jahrhundert zur „Kunststraße“ (Chaussee) nach französischem Vorbild ausgebaut und führte von Hamburg über Wandsbek, Ahrensburg, Bargteheide und Oldesloe nach Lübeck. Sie ging später in der Bundesstraße 75 auf. 

## Geschichte
Seit dem Mittelalter bestanden mehrere Handelswege zwischen den verbündeten Hansestädten Lübeck und Hamburg. Eine nördliche Route (Elbe-Trave-Weg) verlief vom Hamburger Steintor (bzw. später vom Lübecker Tor) über Barmbek–Bramfeld–Bergstedt–Bargteheide–Oldesloe, eine mittlere Route über Wandsbek–Rahlstedt–Siek–Krummesse und eine südliche gar über Hamm–Schiffbek–Trittau–Mölln. Anders als bei den Wasserwegen (Alster-Trave-Kanal, Stecknitzkanal) hatten die Hansestädte jedoch keine vollständige Kontrolle über diese Landverbindungen gewinnen können; sie führten über verschiedene fremde Territorien, die wenig Interesse an deren Unterhaltung hatten, und waren daher oft in einem schlechten baulichen Zustand.
Im 18. Jahrhundert veranlasste daher der in dänischen Diensten stehende Heinrich Carl von Schimmelmann den Bau einer Poststraße, die auch seine Besitzungen in Ahrensburg und Wandsbek anbinden sollte und damit den Verlauf der späteren Chaussee vorwegnahm. Anfang des 19. Jahrhunderts brachten die Franzosen im Zuge ihrer Herrschaft über Norddeutschland auch ihre fortgeschrittene Straßenbautechnik mit ins Land, und nach dem Ende der „Franzosenzeit“ begann Dänemark auch die mit ihm verbundenen Herzogtümer Schleswig und Holstein mit modernen Chausseen nach französischem Vorbild zu erschließen. Den Anfang machte die Altona-Kieler Chaussee (1830–32), gefolgt von der Altona-Lübecker Chaussee (1840–43) und der Altona-Neustädter Chaussee (1842–45). Alle drei umgingen jedoch das Gebiet Hamburgs im Norden bzw. Westen, so dass sich in der Hamburger Kaufmannschaft der Wunsch nach einer Direktverbindung nach Lübeck erhob. Der dänische Hof hatte damals aus zollpolitischen Erwägungen kein Interesse an einer solchen Verbindung und wollte auch nicht mit den Senaten der Hansestädte direkt über den Bau verhandeln, zeigte sich aber offen dafür, einem privaten Konsortium eine Konzession zu erteilen. 
1841 wurde deshalb ein Straßenbau-Verein mit Mitgliedern aus Hamburg und Lübeck gegründet, der sich beim dänischen König erfolgreich um die Konzession für den Bau einer solchen „Privatstraße“ bewarb. Im Zuge der Verhandlungen setzte die dänische Seite auch den Verlauf der Route über Ahrensburg und Wandsbek durch, obwohl die Hansestädte die kürzere Verbindung über Bramfeld nach Barmbek bevorzugt hatten. Die Bauarbeiten für die neue Trasse, die bei Elmenhorst in die Altona-Lübecker Chaussee einmündet, begannen am 13. September 1841; am 20. Mai 1843 wurde die neue Strecke eröffnet.